# 大漈乡
大漈乡，是中华人民共和国浙江省丽水市景宁畲族自治县下辖的一个乡镇级行政单位。

## 行政区划
大漈乡下辖以下地区：
琴山村、彭村、西一村、西二村、茶林村、潘宅村、垟心村和小佐村。

## 中国传统村落
西一村获评“中国传统村落”。